# Piper elliptico-lanceolatum
Piper elliptico-lanceolatum är en pepparväxtart som beskrevs av William Trelease. Piper elliptico-lanceolatum ingår i släktet Piper och familjen pepparväxter. Inga underarter finns listade i Catalogue of Life.